# Herbordsburg
Die Herbordsburg ist eine abgegangene, spätmittelalterliche Wasserburg der Herren von Dincklage am östlichen Ortsrand von Dinklage im niedersächsischen Landkreis Vechta südlich der Dinkel.

## Geschichte
Die erste Burg in Dinklage war die ca. 500 m östlich der Hugoburg gelegene Ferdinandsburg. Sie wurde 1374 vom Fürstbischof des Bistums Münster geschleift. 1394 belehnte der Fürstbischof die vier noch lebenden Söhne des Friedrich von Dinklage mit Besitzungen, die Ferdinandsburg durfte aber nicht wieder aufgebaut werden. Unmittelbar südlich der Dietrichsburg  wurde die Herbordsburg errichtet, die entweder nach dem schon vor 1394 verstorbenen Herbort von Dinklage oder dessen Sohn Herbort dem Jüngeren benannt wurde. Hugo Arnold von Dinklage, der letzte seines Namens in Dinklage, verkaufte die Burg 1667 an die Freiherren von Galen. Dieser ließ die Anlage abreißen und errichtete dort 1677 die „Alte Rentei“. Dort sind heute die Arbeitsräume der Benediktinerinnenabtei eingerichtet.